# Boluda Corporación Marítima

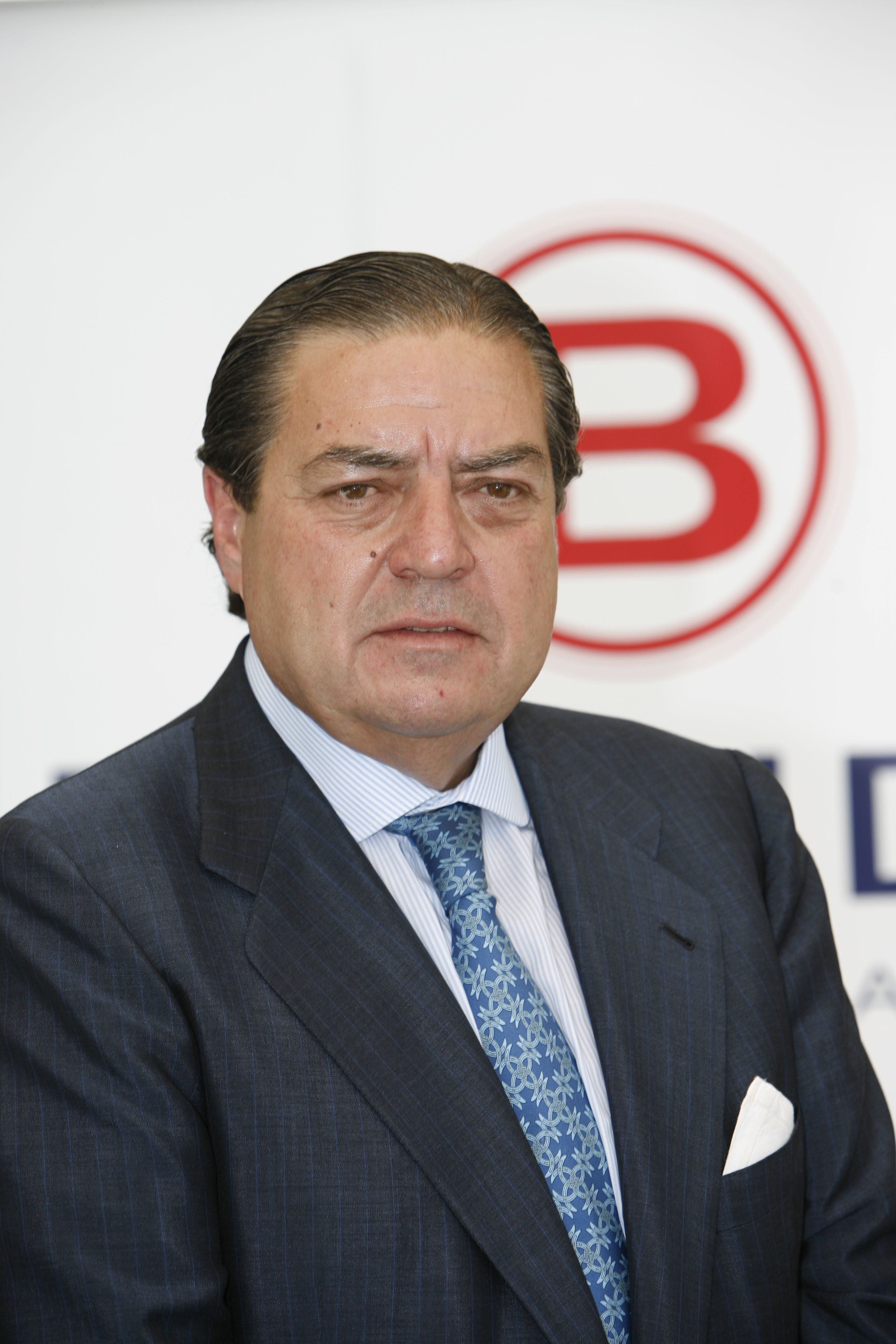
Vicente Boluda Fos

Die Boluda Corporación Marítima S.L. mit handelsrechtlichem Sitz in Madrid und Verwaltungssitz in Valencia ist eine spanische Reederei mit geschäftlichem Schwerpunkt in der Schleppschifffahrt. Alle Anteile befinden sich im Besitz der Familie Boluda, das Unternehmen wird von Vicente Boluda Fos geleitet.
Ende Juni 2024 wurden 437 Schiffe bereedert, davon 16 Containerschiffe, 355 Hafen- und Hochseeschlepper und 66 Hafenbetriebsfahrzeuge (z. B. Barkassen, Lotsenboote und Festmacherboote). Die deutsche Tochter des Unternehmens ist mit 35 Schleppern in allen größeren deutschen Seehäfen aktiv und betreibt den im staatlichen Auftrag fahrenden Notschlepper für den östlichen Bereich der deutschen Ostsee. Beim Aufbau deutscher LNG Kapazitäten ist Boluda im Industriehafen Mukran aktiv.

## Struktur
Die Boluda Corporación Marítima fungiert einerseits als Konzernobergesellschaft, betreibt andererseits aber auch selbst operatives Geschäft. Alle Schlepper im Fahrtgebiet Mittelmeer, außer in französischen Häfen, werden von der Boluda Corporación Marítima selbst betrieben. Gleiches gilt für alle 17 Containerschiffe mit einer Ladekapazität von 515 bis 803 TEU als Feederschiffe.
Von der Boluda France S.A. werden die Schlepper und Arbeitsschiffe in acht französischen Häfen und in Afrika betrieben. Darüber hinaus werden Dienstleistungen für vier LNG-, drei Öl-Terminals und die Offshore-Industrie erbracht. Sitz der Boluda France S.A. ist in Marseille.
Für die Länder Vereinigtes Königreich, Deutschland, Belgien und die Niederlande gibt es unter der Bezeichnung Boluda Towage Europe eine Europazentrale in Rotterdam. Im gleichen Gebäude befindet sich das zentrale Büro für Dienstleistungen für die Offshore-Industrie und für das Hochsee-Schleppen. Der Europazentrale untergeordnet sind Landesgesellschaften in den Niederlanden (Boluda Towage Rotterdam B.V. mit Sitz in Schiedam), Belgien (Boluda Towage Belgium N.V. mit Sitz in Antwerpen), Deutschland (Boluda Deutschland GmbH mit Sitz in Bremen) und Großbritannien (Boluda Towage Liverpool Ltd., Boluda Towage Caledonian Ltd. und Boluda Towage London Ltd.).

### Boluda Deutschland GmbH
Die Boluda Towage bereedert in Deutschlands mittels der Boluda Deutschland GmbH nach eigenen Angaben eine Flotte von 35 Schleppern, sämtliche unter deutscher Flagge. Die Schlepper sind in den Häfen Hamburg, Bremerhaven, Bremen, Brake, Cuxhaven, Nordenham, Wilhelmshaven, Lübeck, Rostock und Lubmin eingesetzt.
Im Februar 2022 übernahm Boluda die bisherige Iskes Towage aus IJmuiden (siehe Geschichte/Expansion) und damit deren komplette Schlepperflotte u. a. im Hafen Lübeck. Im November 2022 startete Bolunda im Hafen Lubmin den Schlepper Service für die erste Installation einer schwimmenden LNG-Speicheranlage. Im April 2024 erhielt das Energie-Terminal „Deutsche Ostsee“ im Industriehafen Mukran, Insel Rügen seine Betriebsgenehmigung; seitdem wird die Floating Storage and Regasification Unit (FSRU) von Lubmin nach Mukran verlegt.
Mit der Übernahme der Bremer Unterweser Reederei GmbH (URAG) die seit 2011 den Notschlepper Bremen Fighter berederte, fährt das Schiff seit 2023 als VB Bremen Fighter. Im März 2021 übernahm die Bremen Fighter die Aufgabe des in Sassnitz auf Rügen stationierten Notschleppers für den östlichen Bereich der deutschen Ostsee im Rahmen des deutschen Notschleppkonzepts.

## Geschichte
Die Reederei Boluda wurde im Jahr 1837 gegründet. Der erste Hafenschlepper kam 1920 in Valencia zum Einsatz. Von dort ausgehend expandierte Boluda zunächst im Mittelmeerraum und dann, insbesondere durch die Übernahme von Mitbewerbern, in weitere Regionen.

### Expansion
Ausgehend vom Heimatmarkt Spanien expandierte Boluda zunächst im Mittelmeerraum und in Westafrika, ehe das Unternehmen ab den 2010er-Jahren auch in den Bereich der Nordsee einstieg. Dies geschah insbesondere durch die Übernahme von Mitbewerbern. So wurde 2017 die Unterweser Reederei GmbH & Co. KG (URAG) in Bremen mitsamt ihrer Tochtergesellschaft Lütgens & Reimers GmbH & Co. KG (L&R) in Hamburg von Linnhoff Schifffahrt übernommen.
2019 kam es zur Übernahme der niederländischen Kotug Smit Towage, die ihrerseits durch eine Fusion der Schleppreederei Kotug und der Schlepperaktivitäten von Royal Boskalis Westminster entstanden war. Teil der Übernahme war auch das durch Kotug gemeinsam mit Horizon Maritime Services Ltd. gegründete Joint Venture Kotug Canada. 2020 wurde Marsol International Ltd. in den Vereinigten Arabischen Emiraten übernommen. Per 1. Januar 2021 wurde Iskes Towage & Salvage im niederländischen IJmuiden übernommen. Neben den Offshore-Aktivitäten wurden auch die Hafenschleppaktivitäten in Eemshaven, Lübeck und Lissabon übernommen. Die nächste Übernahme folgte 2022 mit Seaways International.
Mitte 2020 teilte der Hafen Zeebrügge mit, dass Boluda Towage eine Ausschreibung über Schleppdienstleistungen gewonnen habe. Der Vertrag begann am 1. Januar 2021 und läuft fünf Jahre. Eingeschlossen ist eine Verlängerungsoption von einmalig drei Jahren. Acht Schlepper kommen zum Einsatz.
2021 gewann Boluda eine Ausschreibung der Wasserstraßen- und Schifffahrtsverwaltung des Bundes zum Betrieb eines Notschleppers am Standort Sassnitz. Der Boluda-Schlepper VB Bremen Fighter ist seitdem in hoheitlichem Auftrag im Einsatz.
Im Januar 2021 übernahm Boluda die Hafenschleppaktivitäten von Iskes Towage & Salvage in Eemshaven, Niederlande, Lübeck und Lissabon sowie dessen Offshore-Aktivitäten.
Am 21. Dezember 2021 teilten Boluda Towage und GeG (Holdings) Ltd. mit, dass Boluda die schottische J. Knight Caledonian Towage übernimmt. Der Firmensitz bleibt in Invergordon.
Im Dezember 2022 wurden 4 Schlepper im Hafen von Lubmin stationiert. Diese leisten Unterstützung beim Betrieb der FSRU Neptune, die seit Mitte Dezember 2022 als Anlandeterminal beim LNG-Terminal Deutsche Ostsee der Deutschen ReGas fungiert. Wegen der geringen Wassertiefe wird die FSRU durch drei Zubringerschiffe der niederländischen Reederei Anthony Veeder versorgt.
Im Februar 2023 wurde bekanntgegeben, dass Boluda die Smit Lamnalco übernehmen will. Smit Lamnalco verfügt über insgesamt 160 Schiffe, wovon 111 Schlepper sind. Smit Lamnalco befindet sich mittelbar zu 50 % im Besitz von Royal Boskalis Westminster. Die anderen 50 % gehören der saudi-arabischen/kuwaitischen Rezayat Group.
Mitte Juni 2023 gaben Boluda und die CK Hutchison Holdings bekannt, ein Joint Venture im Bereich der Schleppschifffahrt gegründet zu haben. Die Hongkong Salvage and Towage Services (HKSTS) wird Schleppdienste im Hafen, in Küstennähe und Offshore anbieten. In Hongkong und angrenzenden Fahrtgebieten sollen 13 Schlepper eingesetzt werden.
Ende Mai 2024 wurde bekannt, dass die britische SMS Towage Ltd. übernommen wird. Das 1992 gegründete Unternehmen betreibt seit 2002 Schleppdienste in den Fahrtgebieten Tyne, Tees, Humber, Portsmouth, South Wales und Belfast. Insgesamt werden 20 Schlepper übernommen.

## Verbandsaktivitäten
Vincente Boluda Ceballos, Vorstandsmitglied von Bolulda und Sohn des CEO Vicente Boluda Fos, ist seit 2021 Vorsitzender der European Tugownwer Association (ETA), dem europäischen Dachverband der Schleppreedereien.